# Марко Ројс
Марко Ројс (Дортмунд, 31. мај 1989) је немачки фудбалер који тренутно наступа за Лос Анђелес Галакси и репрезентацију Немачке.

## Клупска каријера

### Борусија Дортмунд
Дана 4. јануара 2012, Ројс је потписао петогодишњи уговор за Борусију Дортмунд за суму од 17,1 милиона € који ће га задржати у клубу до јула 2017. Ројс се званично придружио Дортмунду 1. јула 2012. Ројс је своју прву дебитантску утакмицу у Бундеслиги одиграо 24. августа 2012., утакмица је завршена победом Борусије из Дормунда над Вердер Бремен 2:1 где је Ројс постигао гол.

## Репрезентација
Дана 11. августа 2009, Ројс направио свој деби за У-21 тим у пријатељском мечу против Турске. Дана 6. маја 2010, он је зарадио свој први позив од сениорског тима у пријатељској утакмици против Малте 14. маја 2010. Дана 7. октобра 2011, он је дебитовао против Турске. Он је свој први гол за репрезентацију постигао 26. маја 2012 у поразу 5-3 од Швајцарске.

## Највећи успеси
Борусија Дортмунд
- Куп Немачке (2) : 2016/17, 2020/21.
- Суперкуп Немачке (3) : 2013, 2014, 2019.
- Лига шампиона : финале 2012/13.